# Hiiumaa (Landgemeinde)
Hiiumaa ist eine Landgemeinde im estnischen Kreis Hiiu, deren einzige Landgemeinde sie ist. Sie umfasst neben der gleichnamigen Insel auch deren umliegende Inseln. In der Landgemeinde wohnten im Januar 2025 8.346 Personen.
Die Landgemeinde entstand 2017 durch den Zusammenschluss der Landgemeinden Emmaste, Hiiu, Käina und Pühalepa.
Neben dem Hauptort Kärdla besteht die Gemeinde aus zwei Großdörfern (Käina und Kõrgessaare) sowie 182 Dörfern.